# Higiene sensível à Varroa

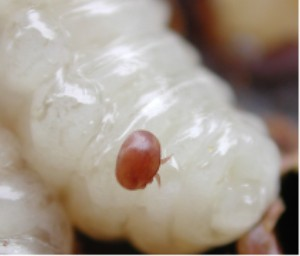
Larva de abelha infestada pelo ácaro varroa.

A higiene sensível à varroa ( Varroa Sensitive Hygiene  ou VSH ) é uma característica comportamental das abelhas (Apis mellifera) na qual as abelhas detetam e removem pupas infestadas pelo ácaro parasita Varroa destructor. O ácaro Varroa é considerado a praga mais perigosa para as abelhas em todo o mundo. A atividade do VSH resulta em uma resistência significativa aos ácaros.

## Subespécie com higiene sensível a Varroa
Algumas subespécies de Apis mellifera apresentam a caraterística de higiene naturalmente sensível a Varroa, por exemplo Apis mellifera lamarckii  e Apis mellifera carnica . 

## Desenvolvimento
As abelhas com a característica VSH foram inicialmente criadas pelo Laboratório de Criação, Genética e Fisiologia de Abelhas Melíferas do Departamento de Agricultura dos Estados Unidos em Baton Rouge Louisiana, a partir de colónias nas quais as populações de ácaros cresciam apenas lentamente. 
O fator que causa o lento crescimento populacional dos ácaros foi considerado hereditário.  A taxa de crescimento populacional de ácaros foi correlacionada com as taxas de reprodução dos ácaros,  resultando na denominação do fator "reprodução suprimida de ácaros" (SMR).  Mais tarde, descobriu-se que o fator é baseado na atividade higiénica de abelhas adultas,   então o SMR foi renomeado para VSH. O comportamento envolve abelhas que limpam o ninho e reconhecem ninhadas infestadas com 15 a 18 dias de idade (a emergência ocorre aos 21 dias de idade). As pupas de abelhas infestadas por ácaros são removidas de suas células, o que mata os ácaros varroa imaturos presentes. 
A atividade do VSH, resulta em uma proporção anormalmente baixa de ácaros que produzem descendentes dentro da população que permanece na ninhada selada, reduzindo a taxa de infestação da ninhada em mais de 70%. Os detalhes de como as abelhas higiénicas detetam ninhadas infestadas de ácaros são atualmente desconhecidos.

## Cruzamento
As abelhas criadas para ter altos níveis de VSH podem manter as populações de ácaros abaixo dos limites recomendados para o tratamento de Varroa, incluindo acaricidas .  As rainhas das colónias VSH podem acasalar livremente com zangões não VSH, o que dará colónias híbridas com uma resistência menor e variável, mas geralmente ainda satisfatória ao V. destructor, ao mesmo tempo em que retêm todas as características desejáveis para a apicultura, como a produção de mel. 
O VSH cruzado recentemente com abelhas italianas demonstrou ter um bom desempenho na polinização de culturas migratórias.  
VSH é, portanto, uma característica que pode ser usada por criadores  com qualquer tipo de abelha para aumentar a resistência ao V. destructor. Em 2018, foi anunciado que as abelhas VSH Buckfast estariam disponíveis para venda em 2019. 